# Trzebielino
Trzebielino (deutsch Treblin, kaschubisch Trzebielënò) ist ein Dorf im Powiat Bytowski (Bütower Kreis) der polnischen Woiwodschaft Pommern. Es ist Sitz der gleichnamigen Landgemeinde.

## Geographische Lage
Das Dorf liegt in Hinterpommern, etwa 22 Kilometer nordöstlich von Miastko (Rummelsburg i. Pom.), dreißig Kilometer südlich von Słupsk (Stolp) und 26 Kilometer westlich von Bytów (Bütow).
Westlich des Ortes befindet sich der Trebliner See (Jezioro Trzebielińskie), östlich das Weiße Moor, ein Wald- und Moorgebiet.

## Geschichte

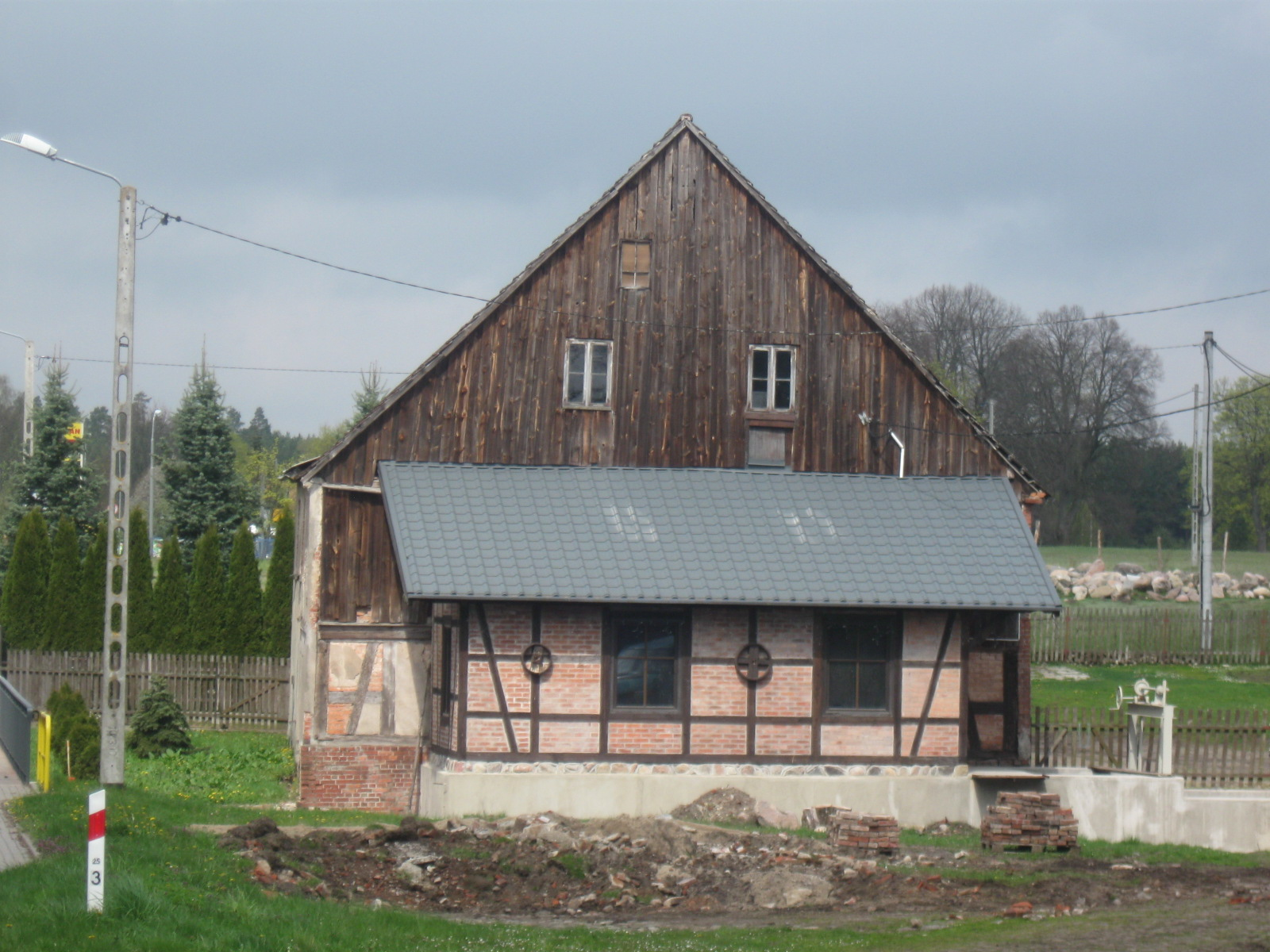
Fachwerk-Gebäude einer ehemaligen Wassermühle in Treblin

Treblin, nordöstlich von Rummelsburg, auf einer Landkarte von 1915

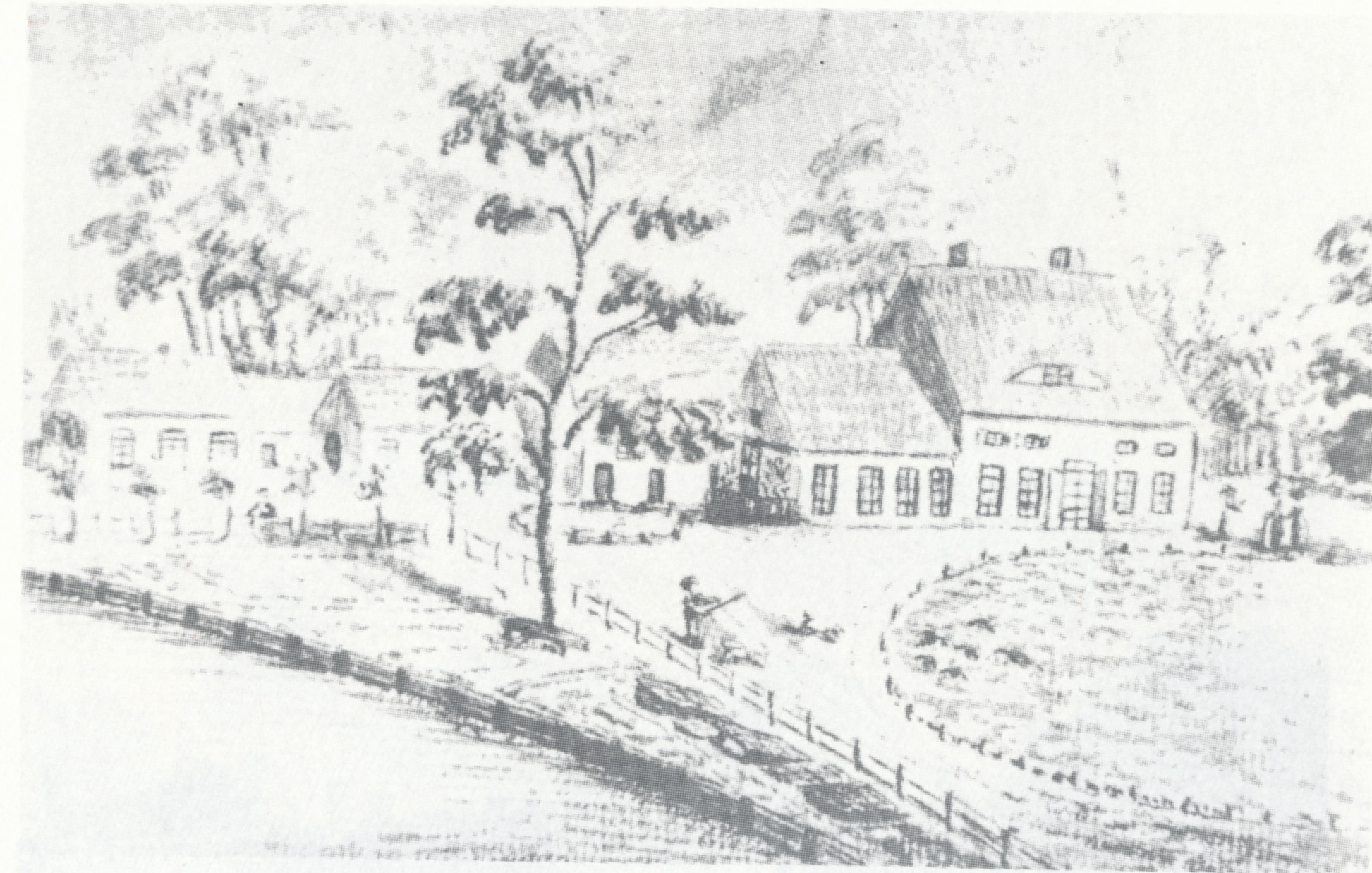
Das Puttkamersche Gutshaus in Treblin um 1820

Das Kirchdorf Treblin gehörte in früheren Zeiten zu einem Rittergut. Im Laufe der Jahrhunderte wechselten die Besitzer-Familien mehrfach.  Im 14. Jahrhundert befand sich das Gut im Besitz der Familie Puttkamer. Ende des 16. Jahrhunderts war Nikolaus Puttkamer erster Gutsbesitzer in Treblin. Durch Erbteilungen entstanden im 17. Jahrhundert der „Anseimshof“ und der „Antonshof“. Nach zahlreichen Verpfändungen gehörte Treblin 1717 der Familie von Massow. Um 1750 gelang es Anselm Friedrich von Puttkamer, den gesamten Trebliner Grundbesitz wieder als Familieneigentum zu erwerben. Die Puttkamers waren danach bis 1945 Gutsherren in Treblin.
Die Landesherrschaft übten bis 1637 die pommerschen Herzöge aus. Nach deren Aussterben kam das Land bis 1657 unter polnische Herrschaft, ehe es danach in die Hände Brandenburgs kam. Um 1780 gab es in Treblin zwei Vorwerke, eine Wassermühle, eine Ziegelei, 12 Bauern, 16 Kossäten, einen Gasthof, eine  Schmiede, auf der Feldmark des Dorfs das 1765  neu angelegte Vorwerk Franzhof und insgesamt 48 Feuerstellen (Haushalte). Im Zuge der preußischen Verwaltungsreform wurde der Ort 1816 in den Kreis Rummelsburg eingegliedert. 1905 gehörten zum Amtsbezirk Treblin die Landgemeinden Treblin und Altschäferei sowie die Gutsbezirke Treblin, Altschäferei, Neuhof und Wussowke mit zusammen 1388 Einwohnern. Nach der Auflösung der Gutsbezirke 1929 hatte die Landgemeinde Treblin 1933 1209 Einwohner.
Anfang der 1930er Jahre hatte die Landgemeinde Treblin eine Flächengröße von 56,7 km². Innerhalb der Gemeindegrenzen standen zusammen 148 bewohnte
Wohnhäuser an 16 verschiedenen Wohnstätten:
1. Altschäferei
2. Berg
3. Bisorse
4. Dampfschneidemühle
5. Eisenhammer
6. Grenzhof
7. Klewnik
8. Kund
9. Mittel Fließhof
10. Neuhof
11. Rache
12. Sersisen
13. Treblin
14. Unter Fließhof
15. Vorwerk
16. Ziegelei

Um 1935 hatte Treblin u. a. drei Gasthöfe, ein Bankgeschäft, zwei Bäckereien, zwei Metzgereien, eine Gärtnerei, zwei Gemischtwarenläden, zwei Maurermeister, eine Mechanische Werkstätte, zwei Schmieden, zwei Stellmachereien, drei Tischlereien, zwei Zimmereiwerkstätten und eine Viehhandlung. Im Jahr 1939 hatte die Landgemeinde Treblin 1207 Einwohner.
Die Landgemeinde Treblin gehörte im Jahr 1945 zum Landkreis Rummelsburg im Regierungsbezirk Köslin der preußischen Provinz Pommern des Deutschen Reichs und war Sitz des Amtsbezirks Treblin. Das Standesamt befand sich in Treblin.
Am 6. März 1945 wurde Treblin von der Roten Armee eingenommen. Im Sommer 1945 wurde der Ort von der Sowjetunion der Volksrepublik Polen zur Verwaltung überlassen. Der Ortsname Treblin wurde zu Trzebielino polonisiert. In den Jahren 1946 und 1947 wurde die einheimische Bevölkerung von der polnischen Administration vertrieben.

## Kirche

### Dorfkirche
Mit dem Bau der Trebliner Kirche begann Generalfeldmarschall Joachim Rüdiger von der Goltz im Jahre 1688. Seine Witwe Eva Elisabeth von Massow und sein Sohn Georg Kaspar Freiherr von der Goltz vollendeten sie 1691. Der Turm wurde an der Westseite der Kirche mit rundbogig geöffneter Vorhalle errichtet. In der Mitte des 18. Jahrhunderts erhielt er ein geschweiftes Dach und eine schlanke zwiebelförmige Spitze. Altar, Kanzel und Herrschaftsgestühl stammen aus der Bauzeit und wurden von eigens dafür berufenen städtischen Handwerkern geschnitzt. Im 18. Jahrhundert setzte man Altar und Kanzel zusammen.
Nach 1945 wurde das evangelische Gotteshaus zugunsten der Katholischen Kirche in Polen zwangsenteignet.

### Kirchspiel bis 1945
Vor 1945 war der überwiegende Teil der Trebliner Bevölkerung evangelischer Konfession. Bis 1900 war Treblin eine Tochtergemeinde im Kirchspiel Zettin, doch wurde bereits 1894 in Treblin ein eigenes Pfarrvikariat errichtet. Zwischen 1900 und 1945 war Treblin eine selbständige evangelische Kirchengemeinde im Kirchenkreis Bütow  in der Kirchenprovinz Pommern der Kirche der Altpreußischen Union. Zum Kirchspiel Treblin gehörten damals neben dem Pfarrort noch die Orte, Altschäferei (Bąkowo), Gumenz (Gumieniec) (mit eigener Kapelle), Neuhof (Szczyciec) und Wussowke (Osówka). Das Kirchenpatronat hatte die Rittergutsbesitzerfamilie von Puttkamer inne.
Das katholische Kirchspiel war in Rummelsburg i. Pom.

### Kirchspiel seit 1946
Die seit 1945 und Vertreibung der Einheimischen hier lebenden Polen sind größtenteils römisch-katholischer Konfession. Trzebielino gehört zum Dekanat Miastko (Rummelsburg) im Bistum Köslin-Kolberg.
Hier lebende evangelische Kirchenglieder werden vom Pfarramt in Słupsk (Stolp) in der Diözese Pommern-Großpolen der Evangelisch-Augsburgischen Kirche in Polen betreut.

### Pfarrer 1894–1945
Zwischen 1894 und 1945 amtierten in Treblin als evangelische Geistliche:
- Hermann David Johannes Mierendorf (Pfarrvikar), 1894–1900
- Karl Sigismund Albert Wegener, 1901–1910
- Alfred Willy Leo Zillmer, 1910–1926
- Heinrich Runkel, 1926–1936
- Kurt Rhode, 1936–1945

## Verkehr
Über das Straßennetz ist der Ort zu erreichen über die Landesstraße 21 zwischen Słupsk (Stolp) und Miastko (Rummelsburg).

## Gmina Trzebielino
Die heutige Landgemeinde umfasst 225,45 km² und hat etwa 3700 Einwohner.